# Роза персидская
Роза персидская (лат. Rosa persica) — вид растений, относящихся к роду Шиповник (лат. Rósa) семейства Розовые.
Низкий кустарник, или кустарничек, растущий в пустынях Центральной Азии и Ирана. Используется в садоводстве для получения гибридных сортов роз.
По данным сайта The Plant List таксономический статус данного растения является неопределённым. Ранее относилась к отдельному роду Гультемия (Hulthemia), поэтому может встречаться под названием гультемия персидская, хультемия иранская (лат. Hulthemia persica).

## Классификация
Гультемия (Hulthemia) ранее рассматривалась в качестве самостоятельного рода, в настоящее время — в качестве подрода рода Rosa.
В составе единственного в подроде вида Rosa (Hulthemia) persica выделяются две формы R. persica var. persica и R. persica var. berberifolia. Последняя форма, распространённая на северо-востоке ареала, иногда рассматривается в качестве самостоятельнго вида гультемия барбарисолистая (Rosa (Hulthemia) berberifolia).

### Синонимы
Согласно базе данных GBIF на ноябрь 2023 в синонимику вида Rosa persica Michx. ex J.F.Gmel. входят следующие наименования:
- = Hulthemia berberifolia (Pall.) Dumort.
- = Hulthemia persica (Michaut ex Juss.) Bornm.
- = Lowea berberifolia Lindl.
- = Lowea berberifolia var. glabra (Ser.) Loudon
- = Lowea berberifolia var. redouteana (Ser.) Loudon
- = Lowea berberifolia var. velutina (Ser.) Loudon
- ≡ Rhodopsis berberifolia Ledeb.
- = Rhodopsis berberifolia Ledeb. ex Dippel
- = Rosa berberifolia Pall.
- = Rosa berberifolia var. glabra Ser.
- = Rosa berberifolia var. redouteana Ser.
- = Rosa berberifolia var. velutina Ser.
- = Rosa monophylla Dum.Cours.
- = Rosa monophylla Steud.
- = Rosa persica Michaut ex Juss.
- ≡ Rosa persica Michx.
- = Rosa persica var. lutea H.Jaeger
- = Rosa simplicifolia Salisb.

## Ботаническое описание
Низкий раскидисто-ветвистый колючий кустарничек высотой 15-50 см. Листья простые (в отличие от большинства видов Rosa), кожистые, голые, прилистников нет. Цветки одиночные, верхушечные, диаметром 2,5-3,5 см, золотисто-жёлтого цвета с тёмно-пурпурным основанием лепестков. Плоды длиной около 1 см, густо усаженные шипиками, в зрелом состоянии фиолетовых тонов, при высыхании коричневые. Цветёт в апреле — начале мая, плоды поспевают в июне.

## Распространение и экология
Гультемия распространена в странах Средней Азии, в Казахстане, Иране, Афганистане, на западе Китая. В России — на юге Западной Сибири.
Растёт на пустынных солонцеватых, щебенистых или глинистых почвах. Часто встречается вдоль дорог.

## Значение и применение
Коэффициент переваримости разнотравья с содержанием около 75 % гультемии персидской равняется 52,0. В 100 кг сухого вещества содержится 1,23—1,27 кг перевариваемого белка и 66,2—79,0 кормовых единиц. Летом, осенью, зимой поедается верблюдом. Овцами листья поедаются зимой.
В абсолютно сухом веществе в процентах содержит: 4,7 золы, 12,0 белка, 5,6 жира, 16,2 клетчатки, 61,5 БЭВ.

### В культуре
В садах Западной Европы этот вид разводится с 1836 года. Были получены многочисленные гибриды с другими видами шиповников ('Eyes For You').

### В филателии
В 2006 году в Узбекистане выпущена почтовая марка с Rosa persica.